# Antimilitarismo

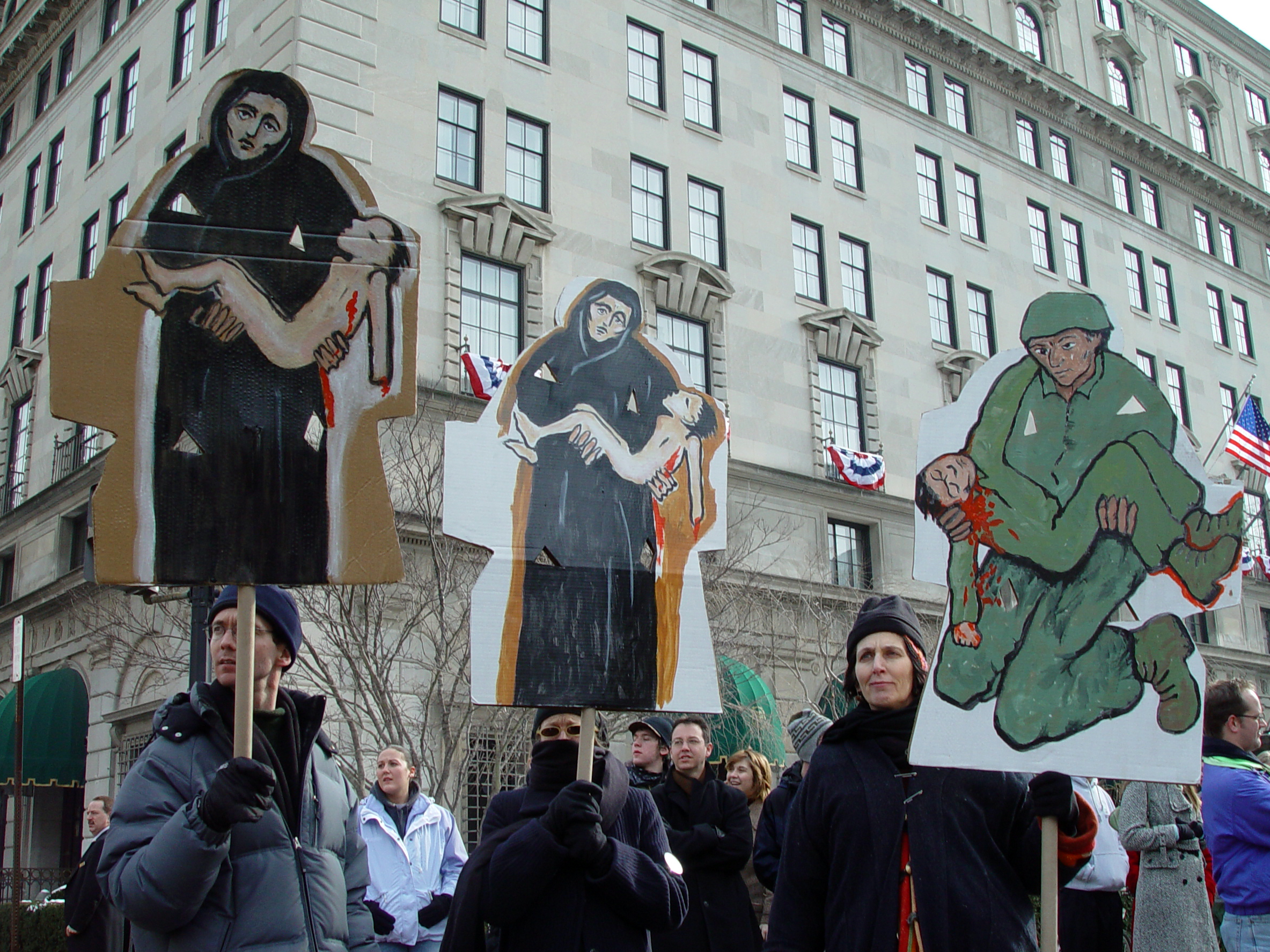
Manifestação antimilitarista na cidade de Washington durante as cerimônias da segunda posse de George W. Bush.

Antimilitarismo, também conhecido como antibelicismo, é tanto uma doutrina geralmente relacionada aos movimentos políticos progressistas internacionalistas, principalmente ao anarquismo, como um posicionamento político resultante do impacto dos horrores da guerra e da violência militar. Enquanto doutrina tem como foco central na oposição crítica e total ao nacionalismo e ao imperialismo, principalmente em seu aspecto beligerante de utilização de forças armadas para garantir a soberania de interesses estatais e privados. Diferentemente do pacifismo que se opõe à violência em geral, o antimilitarismo faz oposição específica a guerras promovidas por estados entre si, ou contra populações minoritárias, se contrapondo a toda forma de militarismo.